# 狩野川台風
狩野川台風（かのがわたいふう、昭和33年台風第22号、国際名：アイダ/Ida）は、1958年（昭和33年）9月26日に伊豆半島に接近し、翌27日に神奈川県に上陸して、静岡県伊豆地方と関東地方に甚大な被害をもたらした台風である。特に伊豆半島狩野川流域での水害による被害が顕著であったことから、この名称が付けられた。

## 概要

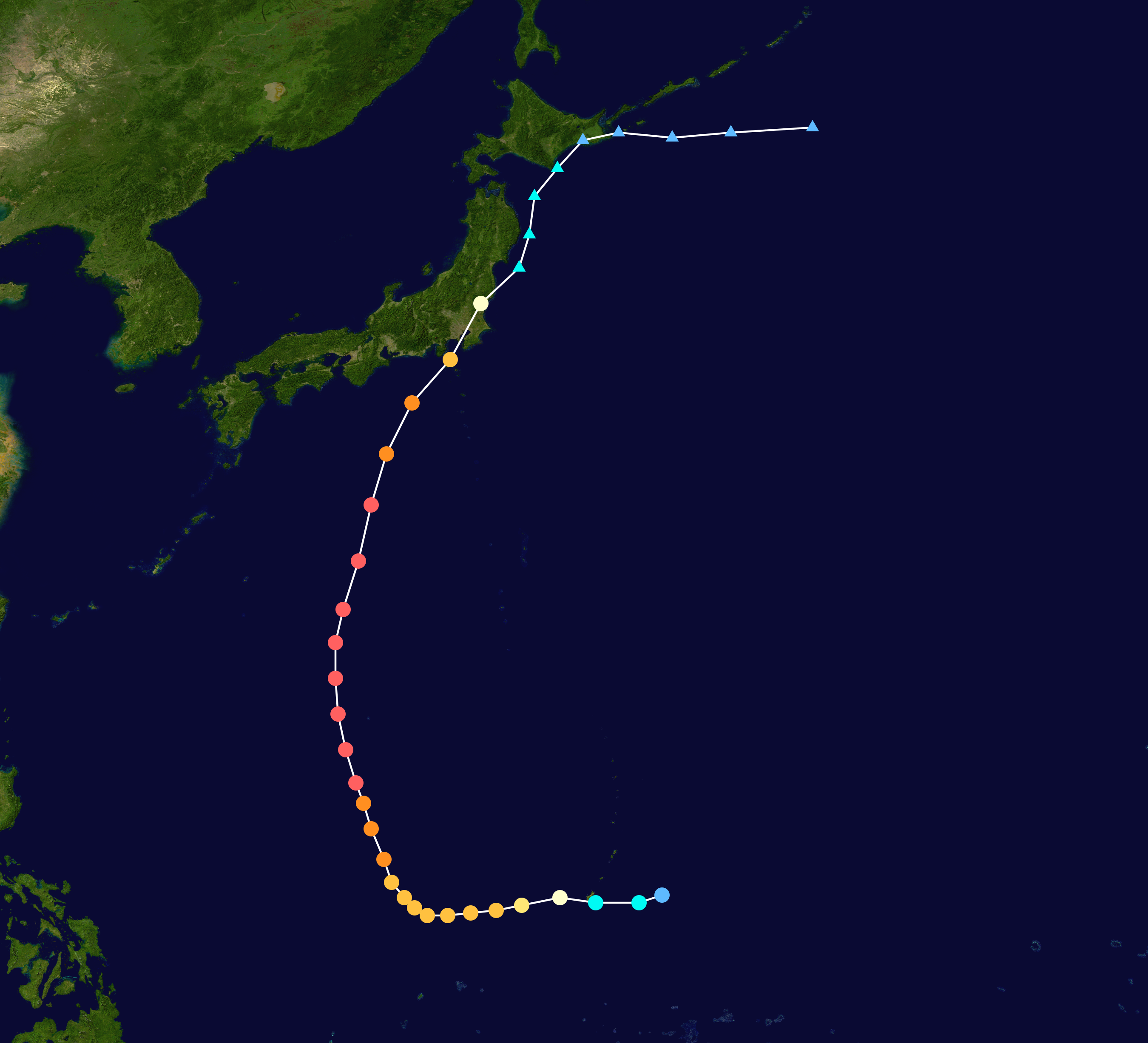
狩野川台風の進路図

1958年9月21日にグアム島の東海上で1008 mbの「弱い熱帯低気圧」が発生、西に進み、21日3時に台風22号となった。台風は、しばらくは中心気圧986〜987mb程度の弱いものであったが、22日午後に進路を北西から次第に北に変えると共に急激に発達し始め、22日15時から24日3時までの36時間で中心気圧は104 mbも深まった。23日9時には960 mb、同日夕刻には930 mbとなり、24日13時30分には中心気圧877 mbが観測されている。これは当時、台風のみならず最低気圧の世界記録であり、1973年の台風15号で875mbが測定されるまで破られなかった。現在は1951年の統計開始以降、4番目に低い中心気圧の記録となっている。また中心付近の最大風速は100 mに達し、直径15 kmの極めて明瞭な台風眼が見られた。この時撮影された写真は、台風の目の典型として多くの書籍に掲載されている。
その後、台風22号は25日も猛烈な勢力を保ったまま北に進んだ。この台風の最盛期は非常に長く、中心気圧が900 mb以下であった期間は概略で48時間に及んでいる。しかし26日になって日本本土に接近する頃になると急速に衰え始めた。当時の天気図では、9月26日9時の台風22号の中心気圧は900 mbと表記されており、狩野川台風の天気図として以後そのままこれが引用されているが、後の解析によれば、この時既に台風は935 mbに衰弱していた。台風22号は進路を北北東ないし北東に取って、26日21時頃に中心気圧955mbで伊豆半島の南端をかすめ、27日0時頃に神奈川県東部の鎌倉市付近に上陸したが、その時の勢力はさらに衰えて、960mbであった。だが日本付近に横たわる秋雨前線を刺激し、東日本に大雨を降らせている。27日1時には東京のすぐ東を通過、6時には三陸沖に抜け、9時に宮城県の東の海上で温帯低気圧になった。低気圧は速度を落として東北地方沿岸を北上、28日未明から午前にかけて北海道の南東部沿岸を進み、29日9時に千島列島の南東沖で消滅した。
台風第22号によって伊豆半島の狩野川流域で大規模な水害が発生したことから、気象庁はこの年の11月に「狩野川台風」と命名した。それまでにも、自然発生的に「室戸台風」・「枕崎台風」・「阿久根台風」など固有名の付けられた台風はあったが、狩野川台風は、同時にさかのぼって命名された「洞爺丸台風」と共に、公式に名称が与えられた最初の台風である。
| 気象庁命名           | 名称               | 国際名  | 年     |
| -------------------- | ------------------ | ------- | ------ |
| 洞爺丸台風           | 昭和29年台風第15号 | Marie   | 1954年 |
| 狩野川台風           | 昭和33年台風第22号 | Ida     | 1958年 |
| 宮古島台風           | 昭和34年台風第14号 | Sarah   | 1959年 |
| 伊勢湾台風           | 昭和34年台風第15号 | Vera    | 1959年 |
| 第2室戸台風          | 昭和36年台風第18号 | Nancy   | 1961年 |
| 第2宮古島台風        | 昭和41年台風第18号 | Cora    | 1966年 |
| 第3宮古島台風        | 昭和43年台風第16号 | Della   | 1968年 |
| 沖永良部台風         | 昭和52年台風第9号  | Babe    | 1977年 |
| 令和元年房総半島台風 | 令和元年台風第15号 | Faxai   | 2019年 |
| 令和元年東日本台風   | 令和元年台風第19号 | Hagibis | 2019年 |

| 順位 | 名称                              | 国際名  | 中心気圧 (hPa) | 観測年月日     | 観測地点       |
| ---- | --------------------------------- | ------- | -------------- | -------------- | -------------- |
| 1    | 昭和54年台風第20号                | Tip     | 870            | 1979年10月12日 | 沖ノ鳥島南東   |
| 2    | 昭和48年台風第15号                | Nora    | 875            | 1973年10月6日  | フィリピン東方 |
| 2    | 昭和50年台風第20号                | June    | 875            | 1975年11月19日 | マリアナ近海   |
| 4    | 狩野川台風 （昭和33年台風第22号） | Ida     | 877            | 1958年9月24日  | 沖ノ鳥島付近   |
| 5    | 昭和41年台風第4号                 | Kit     | 880            | 1966年6月26日  | 南大東島南方   |
| 5    | 昭和53年台風第26号                | Rita    | 880            | 1978年10月25日 | フィリピン東方 |
| 5    | 昭和59年台風第22号                | Vanessa | 880            | 1984年10月26日 | フィリピン東方 |
| 8    | 昭和28年台風第7号                 | Nina    | 885            | 1953年8月13日  | フィリピン東方 |
| 8    | 昭和34年台風第9号                 | Joan    | 885            | 1959年8月29日  | 宮古島南方     |
| 8    | 昭和46年台風第35号                | Irma    | 885            | 1971年11月12日 | フィリピン東方 |
| 8    | 昭和58年台風第10号                | Forrest | 885            | 1983年9月23日  | 沖ノ鳥島南方   |
| 8    | 平成22年台風第13号                | Megi    | 885            | 2010年10月17日 | フィリピン東方 |

| 順位 | 台風                             | 国際名  | 年     | 最大風速 (kt) |
| ---- | -------------------------------- | ------- | ------ | ------------- |
| 1    | 第2室戸台風 (昭和36年台風第18号) | Nancy   | 1961年 | 185           |
| 2    | 昭和36年台風第24号               | Violet  | 1961年 | 180           |
| 2    | 昭和30年台風第28号               | Ruth    | 1955年 | 180           |
| 4    | 狩野川台風 (昭和33年台風第22号)  | Ida     | 1958年 | 175           |
| 5    | 令和3年台風第2号                 | Surigae | 2021年 | 170           |
| 5    | 令和2年台風第19号                | Goni    | 2020年 | 170           |
| 5    | 平成28年台風第14号               | Meranti | 2016年 | 170           |
| 5    | 平成25年台風第30号               | Haiyan  | 2013年 | 170           |
| 5    | 昭和41年台風第4号                | Kit     | 1966年 | 170           |
| 5    | 昭和39年台風第34号               | Opal    | 1964年 | 170           |
| 5    | 昭和39年台風第18号               | Sally   | 1964年 | 170           |
| 5    | 昭和34年台風第9号                | Joan    | 1959年 | 170           |

## 被害
- 死者・行方不明者数：1,269人[5]
- 負傷者数：1,138人[5]
- 住家の全・半壊・流出：16,743戸
- 住家の床上・床下浸水：521,715戸
- 耕地被害：89,236ha
- 船舶被害：260隻

狩野川台風は、1951年の統計開始以降で死者・行方不明者数が3番目に、負傷者数が9番目にそれぞれ多い台風となり、さらに台風による浸水被害は統計史上1位の件数となるなど、日本における台風の歴史の中でも記録的な被害をもたらした。この台風は東京湾のすぐ西側を通っており、これは東京湾に最も高潮を起こしやすい経路であるが、幸い、台風が急速に衰弱したことと通過時間が干潮時であったため、高潮の被害は無い。また風も、伊豆半島南端の石廊崎で最大風速37.8メートル、伊豆大島で36.0メートルなどの観測例があるものの、やはり台風の衰弱もあって風害も比較的軽微であった。狩野川台風が急に衰えた理由は、日本付近の上空に寒気が張り出していたためと考えられるが、それは台風を弱める半面で大雨の原因ともなり得る。実際、狩野川台風は記録的な雨台風となって伊豆半島と関東地方南部に大規模な水害を引き起こした。以下にその状況を記載する。

### 伊豆半島の水害
| 伊豆市 (当時の修善寺町) と伊豆の国市 (当時の大仁町) を繋ぐ大仁橋。橋は流されなかったが、橋へと続く堤防が流された。 |  | 大仁橋の脇に架けられた仮設橋。 |
| 伊豆市 (当時の修善寺町) と伊豆の国市 (当時の大仁町) を繋ぐ大仁橋。橋は流されなかったが、橋へと続く堤防が流された。 |  | 大仁橋の脇に架けられた仮設橋。 |

雨は25日から降り始めたが、台風と前線の影響で26日には豪雨となり、台風の中心が伊豆半島に最も接近した26日20時から23時頃が最も激しく、湯ヶ島では21時からの1時間雨量が120ミリメートルにも達し、総雨量は753ミリメートルに及んだ。

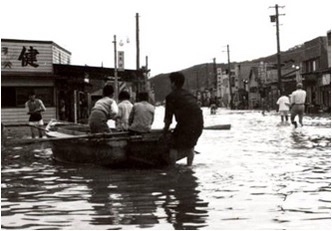
沼津市平町における洪水

この大雨のために、半島の中央部を流れる狩野川では上流部の山地一帯で鉄砲水や土石流が集中的に発生した。天城山系一帯では約1,200箇所の山腹、渓岸崩壊が発生。旧中伊豆町の筏場地区においては激しい水流によって山が2つに割れたほどだった。同時に、所によっては深さ12メートルにもなる洪水が起こり、これが狩野川を流れ下った。この猛烈な洪水により、川の屈曲部の堤防は破壊されて広範囲の浸水が生じ、また途中の橋梁には大量の流木が堆積し、巨大な湖を作った後に「ダム崩壊現象」を起こしてさらに大規模な洪水流となって下流を襲った。旧修善寺町では町の中央にある修善寺橋が同様の状態になり、22時頃に崩壊し鉄砲水となって多くの避難者が収容されていた修善寺中学校が避難者もろとも流失した。さらに下流の大仁橋の護岸を削り、同町熊坂地区を濁流が飲み込み多数の死者を出した。この地区の被害が大きかったために、当時の首相である岸信介がヘリで視察に来るほどだった。旧修善寺町の死者行方不明は460人以上。その他、旧大仁町・旧中伊豆町など狩野川流域で多くの犠牲者が出た。また、中央競馬所属の重賞馬であったラプソデーも、休養中の大仁温泉にて氾濫に巻き込まれ、何とか命拾いしたものの担当の馬丁が死亡している。
狩野川流域では、破堤15箇所、欠壊7箇所、氾濫面積3,000ha、死者・行方不明者853名に達し、静岡県全体の死者行方不明者は1046人で、そのほとんどが伊豆半島の水害による。
| 市町村名   | 人的被害 （単位：人） | 人的被害 （単位：人） | 人的被害 （単位：人） | 人的被害 （単位：人） | 人的被害 （単位：人） | 家屋被害 （単位：戸） | 家屋被害 （単位：戸） | 家屋被害 （単位：戸） | 家屋被害 （単位：戸） | 家屋被害 （単位：戸） | 家屋被害 （単位：戸） |
| 市町村名   | 死者                  | 行方不明              | 重傷者                | 軽傷者                | 計                    | 全壊                  | 流出                  | 半壊                  | 床上浸水              | 床下浸水              | 計                    |
| ---------- | --------------------- | --------------------- | --------------------- | --------------------- | --------------------- | --------------------- | --------------------- | --------------------- | --------------------- | --------------------- | --------------------- |
| 修善寺町   | 337                   | 127                   | 81                    | 133                   | 678                   | 21                    | 247                   | 59                    | 53                    | 118                   | 498                   |
| 中伊豆町   | 67                    | 16                    | 22                    | 10                    | 115                   | 84                    | 110                   | 78                    | 180                   | 240                   | 692                   |
| 上狩野村   | 5                     | 4                     | 7                     | -                     | 16                    | 32                    | 52                    | 54                    | 53                    | 167                   | 358                   |
| 中狩野村   | -                     | -                     | -                     | 2                     | 2                     | 15                    | 1                     | 33                    | 64                    | 22                    | 135                   |
| 北狩野村   | 3                     | 2                     | -                     | 3                     | 8                     | 5                     | 9                     | 22                    | 36                    | 62                    | 134                   |
| 大仁町     | 202                   | 18                    | 75                    | 161                   | 456                   | 41                    | 147                   | 71                    | 179                   | 312                   | 750                   |
| 伊豆長岡町 | 2                     | -                     | 3                     | 23                    | 28                    | 4                     | 3                     | 20                    | 618                   | 115                   | 760                   |
| 韮山町     | 66                    | 2                     | 62                    | 150                   | 280                   | 50                    | 128                   | 206                   | 874                   | 68                    | 1,326                 |
| 函南町     | 22                    | -                     | -                     | 3                     | 25                    | 8                     | -                     | 93                    | 453                   | 78                    | 632                   |
| 三島市     | -                     | -                     | -                     | -                     | -                     | -                     | -                     | 3                     | 218                   | 159                   | 380                   |
| 清水町     | -                     | -                     | -                     | -                     | -                     | -                     | -                     | -                     | 14                    | 7                     | 21                    |
| 沼津市     | -                     | -                     | -                     | -                     | -                     | 1                     | -                     | 8                     | 270                   | 810                   | 1,089                 |
| 合計       | 684                   | 169                   | 250                   | 485                   | 1,588                 | 261                   | 697                   | 647                   | 3,012                 | 2,158                 | 6,775                 |

### 南関東の水害
狩野川台風の水害は、東京都を中心とする関東地方南部でも大きかった。東京都建設局の資料では床上浸水家屋123,626（戸）、床下浸水家屋340,404（戸）、死傷者203（人）としている。東京では死者・行方不明者が46人に至った。東京の26日の日雨量は392.5ミリメートルという記録的な豪雨で、気象庁開設以来の値であった。
浸水被害はゼロメートル地帯の広がる江東区・墨田区・葛飾区などのいわゆる「下町」だけでなく、台地上にあって水害は起こりにくいと思われた世田谷区・杉並区・中野区などの「山の手」でも大きかった。そのため、別名「山の手水害」とも言われる。原因は中小河川や水田など、以前は降雨の排水口や湛水池の役割を果たしていた土地が埋められて住宅地に変わり、行き場のなくなった雨水があふれたためで、山の手水害は1960年代には東京の深刻な問題となった。
世田谷区内では、入間川の洪水で逃げ遅れて孤立した住民18人が、当時人気俳優であった三船敏郎が所持していたモーターボートで救出されたというエピソードがある。また北区で、警視庁赤羽警察署の警部補（当時）園部正一が、住民を救助中に土砂崩れに巻き込まれ死亡した。
こうした大災害により、東京都では初めて災害救助法が適用されている。
また、丘陵地が多い横浜市でも、日雨量が観測史上最大の287.2ミリメートルになり、がけ崩れが多発し、傾斜地にあった住宅地などが大きな被害を受けた。これも都市化に伴う宅地の拡大によるところが大で、都市災害の一つと言える。

## 災害後の対策

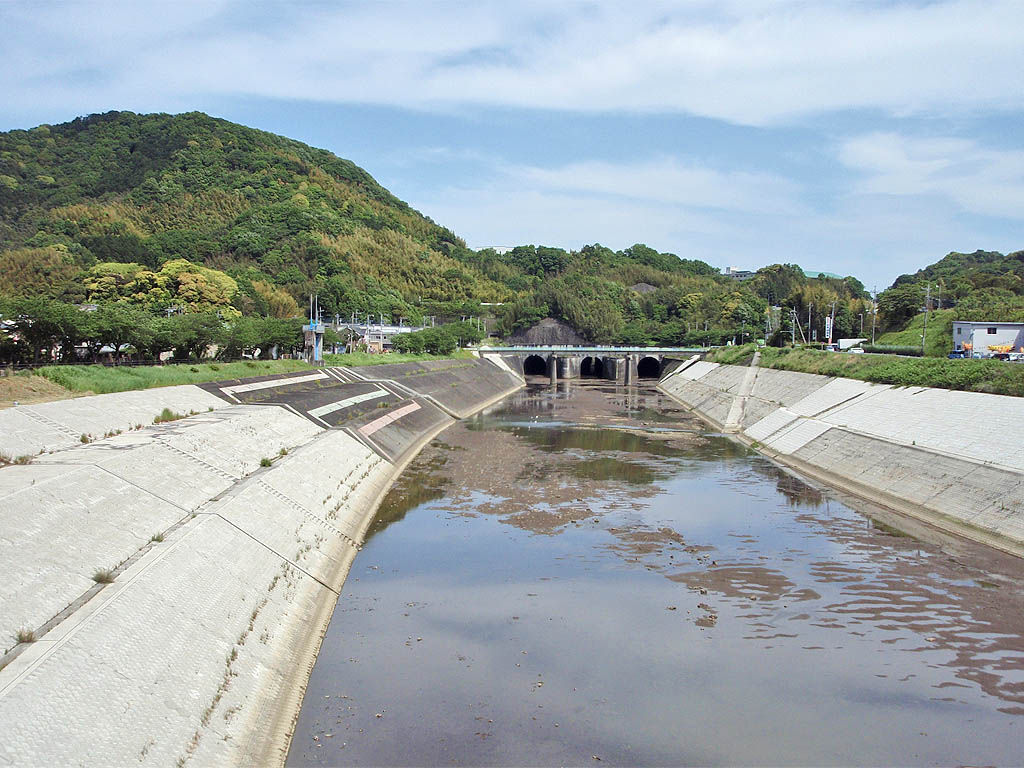
狩野川放水路

狩野川台風は、あらゆる型の水害を起こした典型的な雨台風であり、特に首都圏では乱雑な宅地造成により土砂災害の被害が多発している。そのため、宅地造成の規制が求められ、1961年6月の梅雨前線豪雨（三六災害）で再び横浜など傾斜地の多い大都市で大きながけ崩れ被害があったこともあり、62年に宅地造成等規制法が施行された。
伊豆半島内陸部の度重なる高い降雨量による狩野川の氾濫に対処するため、1965年7月に狩野川放水路が完成した。この放水路は狩野川台風の前から建設が始まっていたが、狩野川台風の被害を受けて水路の幅やトンネルの数が拡張された。また、被害が大きかった静岡県旧大仁町神島地区では、狩野川の流れを直線化する神島捷水路の工事が行われた。

## 備考
1958年は、台風銀座と言われて例年のように台風に襲われる九州・四国・紀伊半島への上陸台風は、8月の台風17号（紀伊半島に上陸）のみであり、7月の台風11号、9月の台風21号、台風22号（狩野川台風）がいずれも関東地方やその近辺に上陸した。特に9月は、台風21号が18日に伊豆半島をかすめて関東に上陸、200〜300ミリメートルの降雨があり、その出水状態が完全に解消しないうちに狩野川台風が襲って豪雨をもたらしたために大きな水害となった形である。当時東京では、およそ30年周期で繰り返される降水量の減少期にあり、年間降水量は下降線を描いていたが、狩野川台風により1958年のみ突出して多くなっている。
2012年5月3日には、南岸低気圧の影響で、天城山で期間降水量790ミリを観測する豪雨が発生した。
台風の被害は、世界各国においても報道され、昭和天皇にあててオランダ、レバノン、アルゼンチン、イラン、ペルーなどから御見舞い電報が寄せられた。

## 狩野川台風を題材とした作品
- 安部譲二原作・柿崎正澄作画『RAINBOW-二舎六房の七人-』
- 川端龍子 絵巻『逆説・生々流転』1959年 大田区立龍子記念館蔵[12]